# Etnias do Reino Unido
| Etnia                                         | População  | % do total* |
| --------------------------------------------- | ---------- | ----------- |
| Brancos                                       | 54 153 898 | 92,1%       |
| Multirracial                                  | 677 117    | 1,2%        |
| Indianos                                      | 1 053 411  | 1,8%        |
| Paquistaneses                                 | 747 285    | 1,3%        |
| Bengalis                                      | 283 063    | 0.5%        |
| Outros povos asiáticos (exceto chineses)      | 247 644    | 0,4%        |
| Negros caribenhos                             | 565 876    | 1,0%        |
| Negros africanos                              | 485 277    | 0,8%        |
| Negros (outros)                               | 97 585     | 0,2%        |
| Chineses                                      | 247 403    | 0,4%        |
| Outros                                        | 230 615    | 0,4%        |
| *Porcentagem do total da população britânica. |            |             |

Foram vários grupos étnicos que habitaram as Ilhas Britânicas, entre eles encontramos primeiramente os povos originários da Escócia, seguidos depois dos germânicos, celtas, viquingues e, em menor medida, os gregos e romanos. A população cigana, em minoria, também se conserva na nação. Também têm imigrado para o Reino Unido os asiáticos, principalmente do Extremo Oriente e do Oriente Médio, como chineses, japoneses, árabes, judeus, hindus, entre outros; como também africanos; Pequenas Antilhas e anglófonos, na sua maior parte na busca de uma vida melhor.

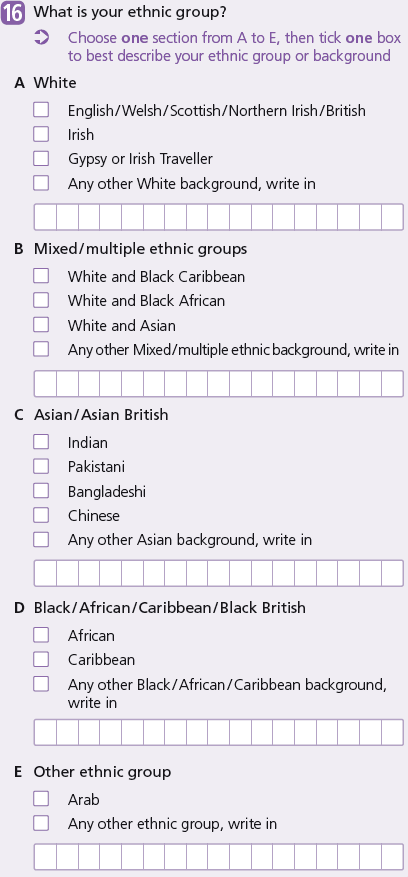
Questionário sobre grupos étnicos utilizado no Censo do Reino Unido de 2011